# هنری گلاس
هنری گلاس (انگلیسی: Henry Glaß؛ زادهٔ ۱۵ فوریهٔ ۱۹۵۳) از برندگان مدال‌های بازی‌های المپیک زمستانی اسکی‌باز پرش اهل آلمان است.